# Округ Чешки Крумлов
Округ Чешки Крумлов (чеш. Okres Český Krumlov) је округ у Јужночешком крају, у Чешкој Републици. Административно средиште округа је град Чешки Крумлов.

## Становништво
Према подацима о броју становника из 2012. године округ је имао 61.333 становника.